# Вальє (департамент)
Ва́льє (ісп. Valle) — один з 18 департаментів Гондурасу. Розташований у південній частині країни на березі затоки Фонсека Тихого океану. Межує з департаментами: Ла-Пас, Франсіско Морасан, Чолутека й державою Сальвадор.
Виділений 1893 року з департаменту Чолутека.
Адміністративний центр — місто Накаоме.
Площа — 1565 км².
Населення — 141 811 особа (2006).

## Муніципалітети
Департамент поділяється на 9 муніципалітетів:
1. Альянса
2. Амапала
3. Арамесіна
4. Гоаскоран
5. Карідад
6. Ланге
7. Накаоме
8. Сан-Лоренсо
9. Сан-Франсіско-де-Корай

| Гондурас | Це незавершена стаття з географії Гондурасу. Ви можете допомогти проєкту, виправивши або дописавши її. |